# Conops nitidulus
Conops nitidulus är en tvåvingeart som beskrevs av Jacques-Marie-Frangile Bigot 1891. Conops nitidulus ingår i släktet Conops och familjen stekelflugor.
Artens utbredningsområde är Elfenbenskusten. Inga underarter finns listade i Catalogue of Life.